# Pycnostega fumosa
Pycnostega fumosa är en fjärilsart som beskrevs av W. Warren 1897. Pycnostega fumosa ingår i släktet Pycnostega och familjen mätare. Inga underarter finns listade.